# Almirante de Portugal

PT-Admiral of the Fleet

Almirante de Portugal ou Almirante do Reino era um alto cargo e um título da Coroa de Portugal. O cargo foi criado pelo Rei D. Dinis, no século XIII com a função de exercer o comando da Armada Real. Para primeiro titular do cargo foi nomeado o genovês Manuel Pessanha.
Mais tarde ao cargo de Almirante de Portugal, deixou de estar ligada uma função efectiva de comando naval. Passou a ser um título meramente honorífico e hereditário, detido pelos condes de Resende desde o início do século XVIII.

## Lista dos Almirantes de Portugal
1. Nuno Fernandes Cogominho, nomeado em 1307 para esse cargo então criado pelo soberano. Não é habitualmente contabilizado.
2. Manuel Pessanha.
3. Carlos Pessanha.
4. Bartolomeu Pessanha.
5. Lançarote Pessanha.
6. D. João Afonso Telo, 6.º conde de Barcelos.
7. Manuel II Pessanha.
8. Carlos II Pessanha.
9. D. Pedro de Menezes, 1.º Conde de Vila Real.
10. Lançarote da Cunha.
11. Rui de Melo.
12. Nuno Vaz de Castelo-Branco.
13. Lopo Vaz de Castelo-Branco.
14. D. Pedro de Albuquerque.
15. D. Lopo Vaz de Azevedo.
16. D. António de Azevedo.
17. D. Lopo de Azevedo.
18. D. João de Azevedo.
19. D. João de Castro.
20. D. Francisco de Castro.
21. D. João José de Castro.
22. D. Luís Inocêncio de Castro.
23. D. António José de Castro, 1.º conde de Resende.
24. D. José Luís de Castro, 2.º conde de Resende.
25. D. Luís Inocêncio Benedito de Castro, 3.º conde de Resende.
26. D. António Benedito de Castro, 4.º conde de Resende.
27. D. Luís Manuel Benedito da Natividade de Castro Pamplona, 5.º conde de Resende.
28. D. Manuel Benedito de Castro Pamplona, 6.º conde de Resende.
29. D. António de Castro Pamplona, 7.º conde de Resende.
30. D. João de Castro Pamplona, 8.º conde de Resende.
31. D. Maria José de Castro Pamplona, 9.ª condessa de Resende.
32. D. Maria Benedita de Castro, 10.ª condessa de Resende.
33. D. João de Castro de Mendia, 11.º conde de Resende.